# Music Canada
Music Canada (ранее Кана́дская ассоциа́ция звукозапи́сывающих компа́ний) — некоммерческая ассоциация, основанная 9 апреля 1963 года в городе Торонто, и представляющая интересы звукозаписывающих компаний в Канаде.
Первоначально сформированное из 10 членов Ассоциации канадских записывающих производителей, а в 1972 году изменила своё название и открыла членство другим компаниям индустрии звукозаписи.
CRIA управляется советом директоров, которые избираются ежегодно членами CRIA. Чтобы иметь право избираться, кандидат должен быть одним из исполнительных директоров компаний-участниц. Грэм Хендерсон (Graham Henderson) из компании Universal Music Group занимает пост президента CRIA с 15 ноября 2004 года; ранее эту должность занимал Брайан Робертсон (Brian Robertson) с 1974 года.

## Название
- 9 апреля 1963 года основана под названием «Canadian Record Manufacturer's Association»
- В 1972 году переименована в «Canadian Recording Industry Association» (CRIA)
- В 2011 году переименована в «Music Canada».

## Сертификация
Критерии сертификации к альбомам выпущенных после 1 мая 2008 года:
- Золото: 40.000 продаж (ранее 50.000)
- Платина: 80.000 продаж (ранее 100.000)
- Бриллиант: 800.000 продаж (ранее 1.000.000)[4]

Примечание: Мульти-платиновый диск вручают после продажи 160.000 единиц и более (то есть 160.000, это в два раза больше Платины), но когда ещё не продано 800.000 единиц (Бриллиантовой сертификации).

## Другие услуги
CRIA несёт ответственность за распространение Международных стандартных номеров аудио/видео записи ISRC на территории Канады, а также работы с IFPI и RIAA, чтобы предотвратить нарушения авторских прав музыкантов.